# Шокай (село, Карагандинская область)
Шока́й (каз. Шоқай) — село в Осакаровском районе Карагандинской области Казахстана. Входит в состав сельского округа Сарыозек. Код КАТО — 355635300.

## География
Село расположено 11 километрах севернее железнодорожной станции Шокай, в 12 километрах севернее находится село Приишимское.

## Население
В 1999 году население села составляло 272 человека (136 мужчин и 136 женщин). По данным переписи 2009 года, в селе проживали 134 человека (73 мужчины и 61 женщина).

## История
С 1941 по 1946 годы в с. Шокай была колония для малолетних преступников .В 1946 году Шокай вошёл в состав Ударного сельсовета с центром в посёлке № 11 (ныне село Приишимское), образованного Указом Президиума Верховного Совета Казахской ССР от 17 июня 1946 года.
В селе в 1951 году в семье депортированных чеченцев родился Аслан Масхадов — военный и государственный деятель Чеченской Республики Ичкерия.
В 1961 году решением Карагандинского облисполкома от 31 мая 1961 село Шокай передано из Ударного сельсовета в Вольский сельсовет с центром в селе Вольское (центральная усадьба совхоз «Коммунар», ныне село Сарыозек).

## Социальная инфраструктура
- ГУ «Основная общеобразовательная школа села Шокай Осакаровского района».